# Lanius somalicus
Lanius somalicus là một loài chim trong họ Laniidae.